# ناحیه تاریخی خیابان لور وودوارد
ناحیه تاریخی خیابان لور وودوارد (به انگلیسی: Lower Woodward Avenue Historic District) یک منطقهٔ مسکونی در ایالات متحده آمریکا است که در میشیگان واقع شده‌است.